# Chilili
Chilili is een plaats (census-designated place) in de Amerikaanse staat New Mexico, en valt bestuurlijk gezien onder Bernalillo County.

## Demografie
Bij de volkstelling in 2000 werd het aantal inwoners vastgesteld op 113.

## Geografie
Volgens het United States Census Bureau beslaat de plaats een oppervlakte van
2,6 km², geheel bestaande uit land. Chilili ligt op ongeveer 2023 m boven zeeniveau.

## Plaatsen in de nabije omgeving
De onderstaande figuur toont nabijgelegen plaatsen in een straal van 24 km rond Chilili.